# Каштановый пирог
Каштановый пирог — пирог, приготовленный из съедобных каштанов в качестве основного ингредиента. Входит в итальянскую кухню, что было задокументировано, начиная с XV века. Также является частью кухни юга Соединённых Штатов.
Для пирога можно использовать очищенные целые или нарезанные каштаны, которые предварительно необходимо отварить или поджарить. Из каштанов делается пюре, которое затем добавляется в тесто для пирога. Но также в тесто для пирога можно добавить отваренные или консервированные и нарезанные кусочками каштаны. Пирог можно приготовить пикантным или сладким.
Традиционный крестьянский тосканский каштановый пирог кастаньяччо (итал. castagnaccio) делают из каштановой муки, а не из свежих каштанов, а также оливкового масла, воды и соли. Позже он стал включать в себя более дорогие ингредиенты: розмарин, кедровые и грецкие орехи, сухофрукты и цукаты.

## История
Каштановый пирог был задокументирован ещё в XV веке в Италии, в книге De honora voluptate et valetudine («О благородном удовольствии и здоровье»), написанной итальянским писателем и гастрономом Бартоломео Платина. Рецепт Платины под названием torta ex castaneís призывал к использованию в пироге вареных и молотых каштанов. Каштаны растирали в ступке пестиком, добавляли молоко, а затем смесь процеживали. После этого шага были добавлены ингредиенты для пирога с полбой. В качестве красителя в пирог добавляли шафран.
В XVI веке пирог был приготовлен и задокументирован Бартоломео Скаппи в его книге 1570 года Opera dell’arte del cucinare, посвященной итальянской кухне эпохи Возрождения. Рецепт включал использование сушеных и свежих каштанов в пироге. Рецепт Скаппи рекомендовал использовать не полностью созревшие каштаны, собранные в августе.
В рецепте сладкого каштанового пирога 1858 года при приготовлении блюда используются каштаны, глазированные апельсиновыми цветами, которые кладут внутрь пирога.
В рецепте пикантного пирога с каштанами 1908 года используются очищенные каштаны, испанский лук, бульон из фасоли, соль и перец.

## Пикантный пирог с каштанами

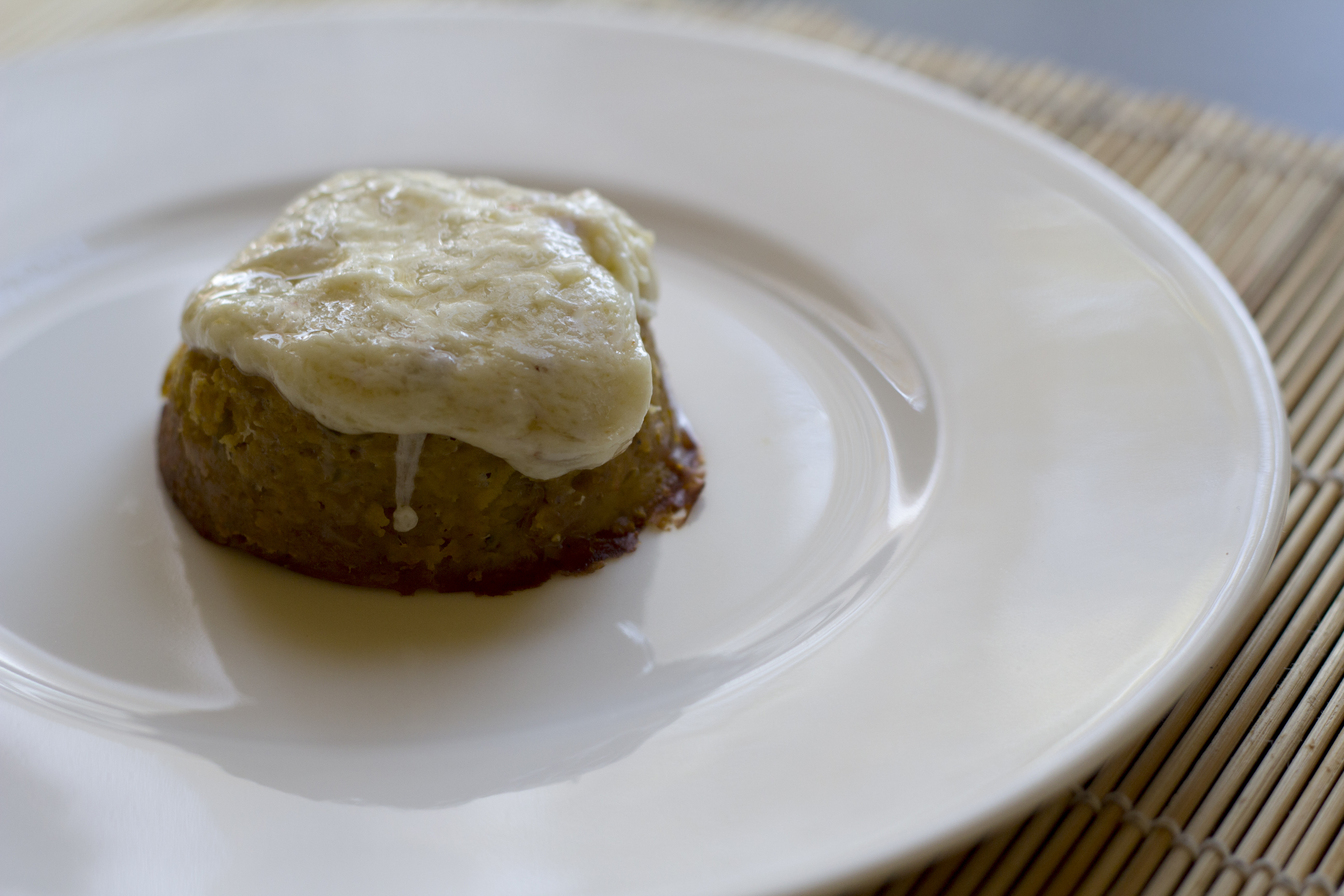
Мини-пирог из тыквы и каштанов с кремом из горгондзолы

Пикантный пирог с каштанами можно приготовить с различными дополнительными ингредиентами, такими как грибы, чеснок, лук, сельдерей, лук-порей и мускатная тыква и другие. В рецепте 1915 года для приготовления блюда используются вареные и очищенные от скорлупы каштаны, консервированные грибы, белый соус и бисквитное тесто.

## Сладкий пирог с каштанами
Сладкий пирог с каштанами можно приготовить как пирог с кремом. Можно использовать и шоколад в качестве ингредиента для сладкого пирога с каштанами.
Вариант подачи — со взбитыми сливками.